# خمسون ظل طليق
خمسون ظل طليق هي المجلد الثالث لثلاثية خمسون ظل للكاتبة البريطانية إي. إل. جيمس،تم نشرها لأول مرة في أبريل 2012.